# Michel Mitrani
Michel Mitrani (Varna, 14 d'abril de 1930 – París, 9 de novembre de 1996) va ser un director, guionista i actor francès d'origen búlgar.

## Biografia
Nascut en Varna, Bulgària de família jueva sefardita. Els seus pares es van establir a França cap al 1930. Durant la Segona Guerra Mundial, va viure amagat en un internat a Touraine. La seva mare va ser deportada i assassinada a Auschwitz. Es va formar en el Institut des hautes études cinématographiques al mateix temps que Louis Malle i Alain Cavalier. Es va iniciar com a ajudant de direcció, i en 1958 va treballar amb Agnès Varda a Du côté de la côte.
A partir d'aquesta data, va treballar per a la televisió formant part del programa d'informació Cinq colonnes à la une, rodant episodis com Qu’en pense Alger ?, emès en 1960. Va continuar en el programa fins a l'any 1965, encara que en 1962 va començar a rodar adaptacions per a la pantalla petita d'obres de Samuel Beckett, Jean-Paul Sartre, Marguerite Duras o Eugène Ionesco. També va dirigir curtmetratges com L'Atelier de Vieira da Silva (1968).
Entre els llargmetratges dirigits per ell figuren, en 1970, La Nuit bulgare, i en 1971 La Cavale, fidel adaptació de la novel·la de Albertine Sarrazin, interpretada per Jean-Claude Bouillon, Juliet Berto, Catherine Rouvel, Geneviève Page i Miou-Miou.
En 1974 es va confirmar el seu prestigi amb Les Guichets du Louvre, una sòbria història d'amor durant l'Ocupació que va rodar amb Christine Pascal, Christian Rist i Judith Magre. La seva última producció cinematogràfica destacada va ser, en 1979 i amb el mateix títol, l'adaptació de la novel·la de Julien Gracq Un balcon en forêt, film que van interpretar Humbert Balsan, Aïna Walle, Yves Afonso i Jacques Villeret.
Mitrani va anar també actor, participant en 1975 en Le Plein de super, cinta de Alain Cavalier. En anys posteriors va continuar dirigint per a la televisió, algunes de les seves produccions són Par ordre du Roy (1983), Monsieur de Pourceaugnac (1985), o L'Invité clandestin (1990).
Michel Mitrani va estar compromès amb la defensa de la creació televisiva. Així, va fundar el Festival International des Programmes Audiovisuels (FIPA) en 1987, que va presidir just fins al moment de la seva mort, ocorreguda en París, França, en 1996.

## Cinema
Director
- 1971 : La Cavale
- 1972 : La Nuit bulgare, amb Marina Vlady, Henri Garcin, Charles Vanel i Jean-Pierre Andréani
- 1974 : Les Guichets du Louvre
- 1979 : Un balcon en forêt

Ajudant de direcció
- 1956 : À la Jamaïque, d’André Berthomieu
- 1958 : Les Cinq Dernières Minutes, episodi D'une Pierre deux Coups, de Claude Loursais
- 1958 : Du côté de la côte, d’Agnès Varda
- 1958 : Les Cinq Dernières Minute, episodi Réactions en chaîne, de Claude Loursais

## Televisió,
Director
- 1960 : En votre âme et conscience : Le crime de Madame Achet
- 1963 : Tous ceux qui tombent
- 1964 : La Chambre
- 1964 : Sans merveille
- 1965 : Huis clos
- 1965 : Max Ophüls ou le Plaisir de tourner
- 1967 : Bajazet
- 1968 : Délire à deux - Adaptation TV
- 1968 : L'Atelier de Vieira da Silva
- 1970 : Reportage sur un squelette ou Masques et bergamasques (de José Bergamín)[3]
- 1978 : Le Temps d'une république: Le chien de Munich
- 1981 : Une mère russe
- 1981 : Washington, cité impériale, cité fantôme
- 1983 : Par ordre du Roy
- 1984 : Le Scénario défendu
- 1984 : Péchés originaux": "J'ai comme une musique dans la tête
- 1985 : Monsieur de Pourceaugnac
- 1987 : L'Heure Simenon, episodi "Strip-tease"
- 1990 : L'Invité clandestin